# Sint-Hippolytuskapel
De Sint-Hippolytuskapel in Delft, in de Nederlandse provincie Zuid-Holland, is de rond 1400 gebouwde kapel van het Heilige Geestzusterhuis. De kapel is gelegen aan de gracht de Oude Delft op de hoek met de Nieuwstraat. De kapel werd in 1919 en 1924 gerestaureerd. Daarbij werd in het gebouw een verdieping aangebracht, waardoor er tweemaal zoveel, maar lagere ruimte in kwam.
De huidige benaming dateert uit 1972; sinds dat jaar doet het gebouw, na eeuwen andere functies te hebben gehad (onder andere als aula van de TU Delft van de jaren 1920 tot 1966), weer dienst als Rooms-Katholieke kapel. Zij is thans gewijd aan de heilige Hippolytus van Rome. Na de sluiting en later de sloop van de Sint-Hippolytuskerk in 1974 voelde een deel van de kerkgemeenschap er niets voor om zich bij de Maria van Jessekerk aan te sluiten en kochten vervolgens in 1972 de leegstaande kapel. De gemeenschap van de kapel stond in de beginjaren bekend als redelijk behoudend katholiek.
De Sint Hippolytuskapel heeft een aparte status als stichting binnen de Delftse Sint-Ursulaparochie, met een eigen bestuur en eigen priesters. 
In 2018 werd een verzoek gedaan om een Tridentijnse Mis te realiseren in de Sint Hippolytuskapel verzorgd door de Priesterbroederschap van Sint-Pieter (FSSP). Dit verzoek is later afgewezen.

## Externe links

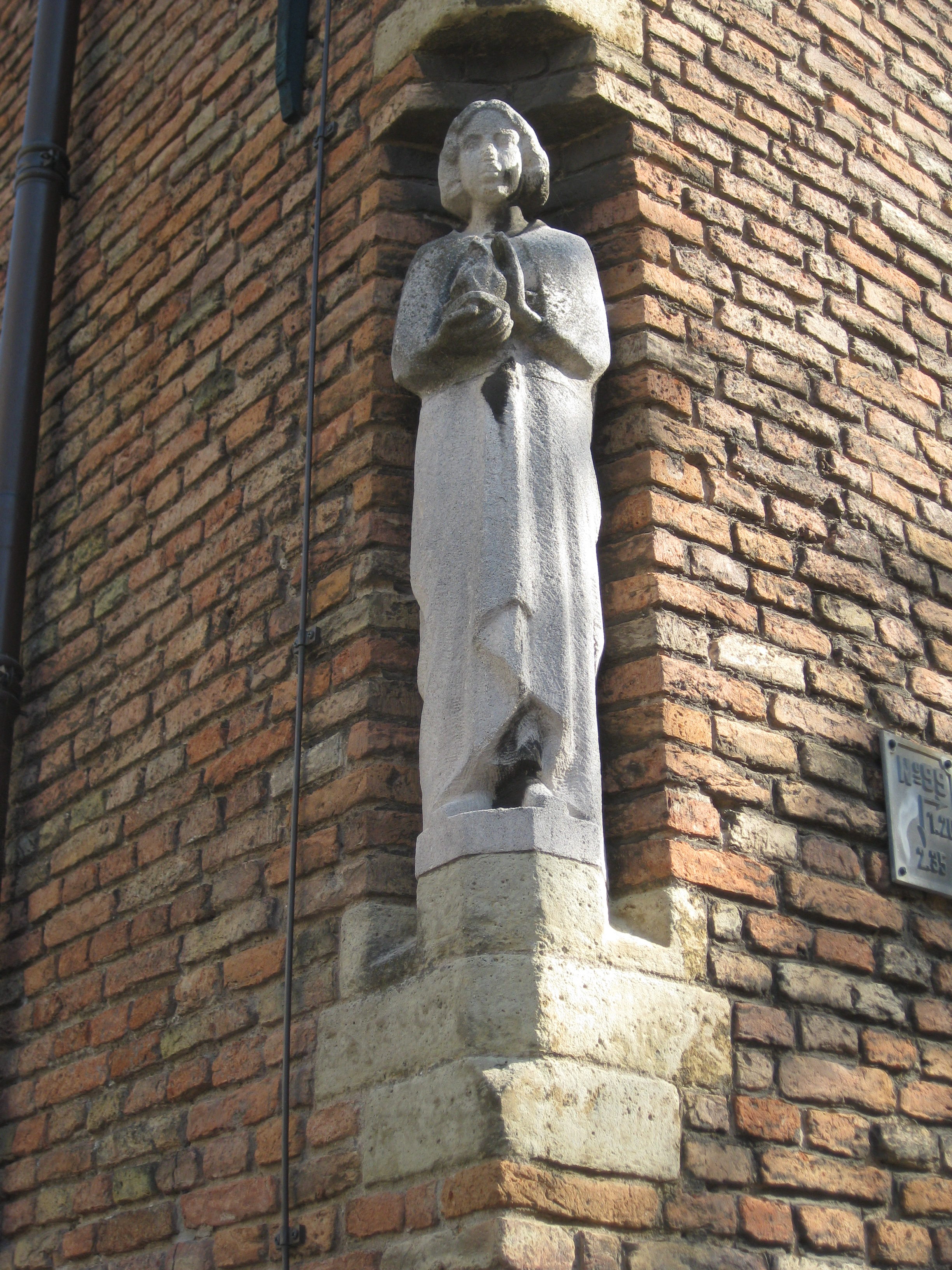
Vrouw met vlam, beeld van Henk Etienne op de hoek van de kapel